# Григорије Никомидијски
Григорије Никомидијски или Григорије Аскета (1190-1240) је грчки православни светитељ и јеромоонах.
Григорије је рођен у области Битиније. Његово световно није непознато. Његови родитељи су били православни хришћани, славног и племенитог порекла. Григорије је, према житију, добио добро световно образовање. Затим је ступио у један од најбољих манастира, где је примио постриг и научио црквено појање, а потом је рукоположен за ђакона, а потом и за свештеника. Гоњен завишћу која је долазила од људи, Григорије одлази у други манастир удаљен од насеља. У овом манастиру је живео Григоријев брат. Овде је радио са својим братом. Пошто је живео у манастиру три године, Григорије је затражио дозволу од игумана да га пусти на забаченије место, Григорије је одлучио да свој живот проведе у тишини и попео се на оближњу планину која се налазила у заливу код Никомидије, где је одлучио да остане. заувек. Саградио је каливу (малу колибу). 
Умро у својој 50. години. Григорије није оставио писана дела. Успомена на Григорија се не помиње у древним синаксарима Грчке Цркве. Житије монаха написао је средином 14.  века Јосиф Калофет, који је умро 1355. године. Године 1803. свети Никодим Светогорац је у своју књигу „Νεον Εκλογιον“ („Нови Еклогион“) под 2. априлом укључио житије Григорија Никомидијског .